# Suwallia amoenacolens
Suwallia amoenacolens är en bäcksländeart som beskrevs av Alexander, K.D. och Stewart 1999. Suwallia amoenacolens ingår i släktet Suwallia och familjen blekbäcksländor. Inga underarter finns listade i Catalogue of Life.